# Hohe Brücke (Gunzesried)
Die Hohe Brücke bei Blaichach im Landkreis Oberallgäu war mit Baujahr 1901 eine der ältesten Stahlbetonbrücken Deutschlands. Sie wurde gegen den Widerstand der Denkmalpflege abgebrochen und 2011 durch einen Neubau ersetzt.

## Alte Brücke

### Bau und Sanierung
Die Bogenbrücke über den tief eingeschnittenen Tobel des Gebirgsbaches Gunzesrieder Ach stand auf 913 Meter Meereshöhe,  etwa 1 km westlich des Blaichacher Ortsteils Gunzesried an der Fahrstraße zur Ansiedlung Gunzesried-Säge. 
In den 1960er Jahren erfolgte eine Sanierung, bei der die alten Pfeiler mit neuem Beton ummantelt wurden, der Kern aber vollständig erhalten blieb. Bis zuletzt war die Brücke dadurch funktionsfähig, wenn auch nur noch für Fußgänger und Radfahrer benutzbar und erneut stark sanierungsbedürftig.

### Diskussion über den Erhalt, Entscheid zum Abriss
Nach ersten Überlegungen der Gemeinde zu einem Neubau der Brücke wurden etwa seit Jahresbeginn 2008 die Einwände des Denkmalschutzes und die verschiedenen Optionen (Erhalt und Sanierung oder Abriss und Neubau) diskutiert. 
Die Kosten einer erneuten Sanierung wurden höher veranschlagt als die für einen Neubau, und dies bei einer maximal möglichen Tragkraft der alten Brücke von 24 Tonnen (schwerere Fahrzeuge bis 40 Tonnen nur mit Einzelgenehmigung). Während der Reparatur wäre die Brücke, die den einzigen Zugang zum Talende darstellte, vier Monate lang gesperrt worden. Die Kosten eines Neubaues samt einer temporären Behelfsbrücke während der Bauzeit wurden zuletzt auf 1,9 Millionen Euro veranschlagt, wovon die Gemeinde aufgrund staatlicher Zuschüsse im Endeffekt noch rund 800.000 Euro tragen sollte. Der Neubau würde auch von schweren Langholz- und Kiestransportern befahren werden können. Eine Bürgerversammlung des Ortsteils Gunzesried sprach sich daher deutlich für einen Abriss und Neubau aus, der Gemeinderat schloss sich dem einstimmig an. 
Nachdem die industriegeschichtliche Bedeutung der Brücke zuerst viele Jahrzehnte unbeachtet geblieben war, veranlasste das Bayerische Landesamt für Denkmalpflege eine Neubewertung und trug das Bauwerk als besonders bedeutendes Objekt in die Denkmalliste ein, um einen Abriss zu erschweren. Das Amt entwickelte außerdem mit dem von der Gemeinde für den Brückenneubau beauftragten Planer eine Variante, nach der die Brücke in ihren ursprünglichen Zustand zurückversetzt und so saniert werden sollte, dass sie auch wieder für schwere Fahrzeuge befahrbar geworden wäre. Die Kosten dafür wurden etwas höher geschätzt als die für einen Neubau. Die Gemeinde entschied daraufhin zunächst, nicht auf einem Abriss zu bestehen, wenn soviel Geldmittel für den Denkmalerhalt bewilligt würden, dass auf die Gemeinde keine Mehrkosten zukämen. Die Regierung von Schwaben stellte eine Förderung von 65 % für den Neubau in Aussicht, der seinerzeit amtierende bayerische Kunstminister Thomas Goppel einen Zuschuss des Denkmalschutzes für den Erhalt in Höhe von rund 330.000 Euro.
Parallel zu den Diskussionen wurde eine – unabhängig von der Diskussion für beide Varianten benötigte – Behelfsbrücke errichtet, die im Oktober 2009 freigegeben wurde. Als sich das Projekt, unter anderem wegen der Fundamentierung für die Behelfsbrücke in einem labilen Hang, weiter verteuerte, erwirkte die Gemeinde Blaichach gegen den Widerstand des Denkmalamtes die Abrissgenehmigung für die alte Brücke. Das Landratsamt Oberallgäu erteilte diese im Sommer 2010.
An die alte Brücke erinnern nur noch Schautafeln.

## Neue Brücke

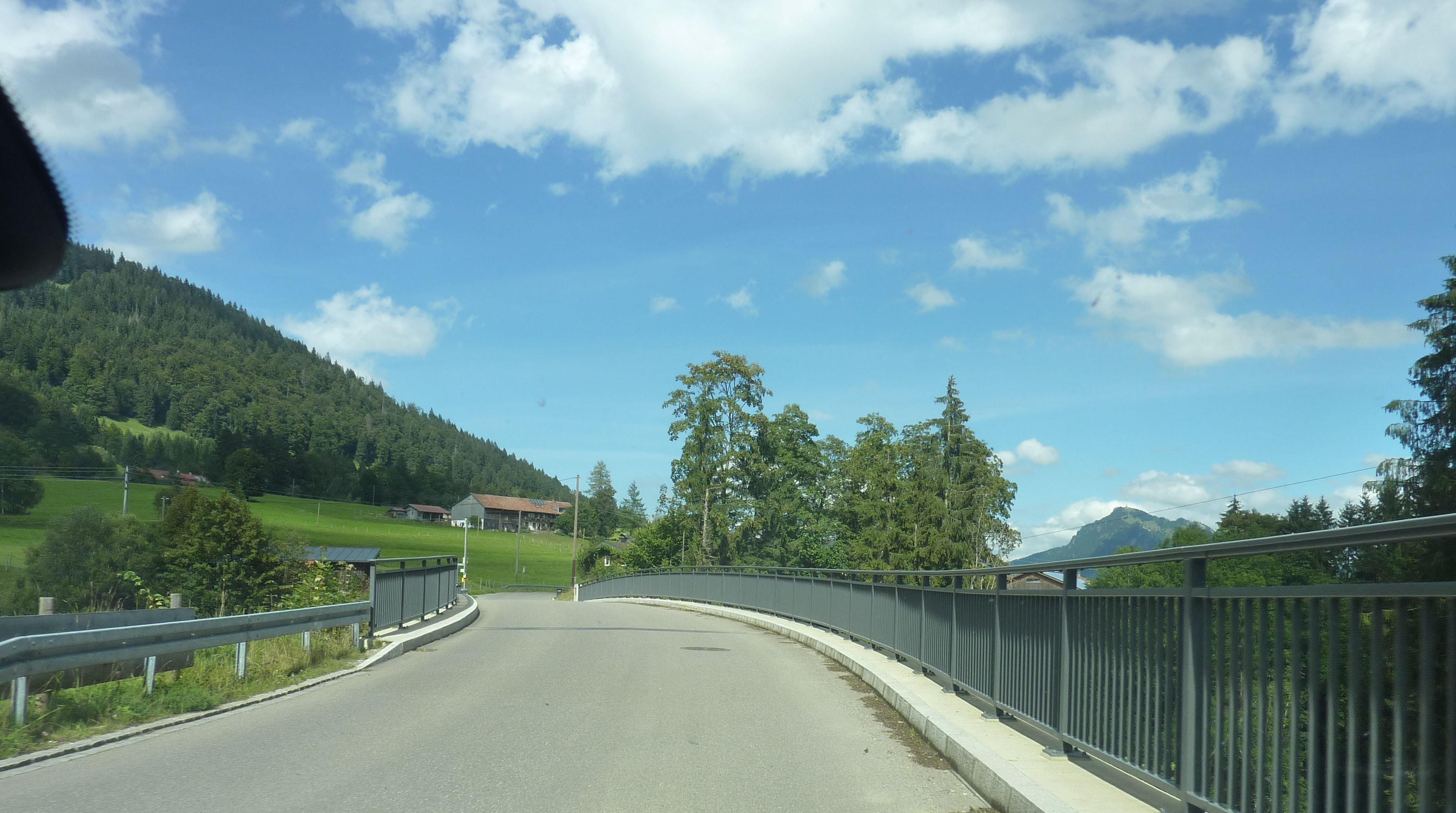
Fahrt über die neue Brücke

Die neue Brücke ist eine im Verschiebeverfahren hergestellte Stahlverbundbrücke mit einer Gesamtlänge von 42 Metern, einer Fahrbahnbreite von 6,50 Metern und einer Gesamtbreite von 8 Metern sowie einer lichten Höhe von rund 25 Metern. Gesamtplaner der Maßnahmen (Abbruch und Neubau) war das Büro Dr. Schütz Ingenieure aus Kempten. Ausgeführt wurden die Neubauarbeiten vom Bauunternehmen Matthäus Schmid aus (Baltringen); die Behelfsbrücke wurde von den Unternehmen Mühlbauer Stahlbau + Metallbau aus Furth im Wald und Engel & Buchelt Bau aus Blaichach errichtet.
Die Brückenpfeiler der alten Brücke dienten als temporäres Stützgerüst für den Neubau. Nachdem zunächst die neuen Betonfundamente gegossen worden waren, begann im Sommer 2010 die Konstruktion des Brückenunterbaues mit Stahlträgern. Nach 18-monatiger Bauzeit wurde die neue Hohe Brücke Anfang August 2011 für den Verkehr freigegeben. Im Zuge der Bauarbeiten wurde die alte Brücke vollständig abgetragen. Im Oktober 2011 fand die offizielle Einweihung der neuen Brücke statt. Die Gesamtkosten für das Brückenprojekt lagen bei etwa 1,8 Millionen Euro.